# Tamal
Ne pas confondre avec Tamale, une ville ghanéenne.
Le tamal (pluriel : tamales) est une papillote indigène d'Amérique préhispanique (elle aurait plus de 5 000 ans). Le tamal (du náhuatl tamalli, qui signifie « entouré ») est un nom générique donné à plusieurs plats américains d'origine indigène. Il est généralement cuit à la vapeur, enveloppé dans des spathes de maïs, feuilles qui protègent l'épi de la même plante de maïs.
Les tamales sont préparés à partir de pâte de farine de maïs nixtamalisée, d'huile ou de saindoux au Mexique et au Guatemala. La pâte est étalée dans des feuilles d'épi de maïs ou des feuilles de bananier,,. On ajoute ensuite une farce qui peut être salée (viande, ragoût) ou sucrée (fruits) ; le tout est enveloppé dans la feuille support, puis cuit à la vapeur.

## Histoire

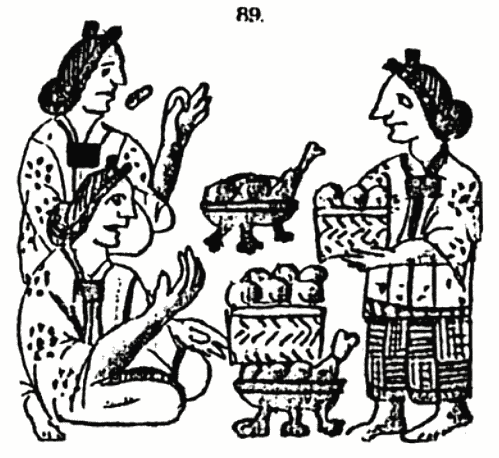
Tamales servis pour fêter la naissance d'un enfant (Codex de Florence).

Il existe des preuves de la présence de tamales en Mésoamérique à l'époque préhispanique (entre 8000 et 5000 av. J.-C.),. Il est prouvé que les cultures prédominantes de la région mésoaméricaine qui ont apporté le maïs à d'autres cultures et régions ont également apporté avec elles des plats et des modes de cuisson du maïs. Le tamal étant une méthode simple de cuisson du maïs, il est possible qu'il ait été transporté de cette région vers l'Amérique centrale et du Sud. Cependant, selon les archéologues Karl Taube, William Saturno et David Stuart, les tamales pourraient remonter à 100 ans avant J.-C. Ils ont trouvé des références picturales dans la fresque de San Bartolo à Petén, au Guatemala. Bien que les tamales aient pu se déplacer d'un pays à l'autre, il n'existe aucune preuve quant à la destination de la migration des tamales, si c'est du nord au sud.
Les tamales sont décrits au Mexique par Fray Bernardino de Sahagún dans son Historia general de las cosas de Nueva España (Histoire générale des choses de la nouvelle Espagne) au début du XVIe siècle : « Ils mangent aussi des tamales de différentes manières ; certains sont blancs et en forme de pella, ni tout à fait ronds ni tout à fait carrés… On mange aussi d'autres tamales qui sont colorés… »
Des preuves archéologiques présentent le tamal comme faisant partie de la vie quotidienne de quelques cultures mésoaméricaines, en plus d'être utilisé dans des cérémonies religieuses, lors d'offrandes déposées dans des tombes. Dans le cas des Mayas, il y a des sculptures et des peintures de la période classique et du début du postclassique.
Dans le cas des Mayas, on trouve des sculptures et des peintures des périodes mayas classique et postclassique précoce,,. Plusieurs types de tamales sont mentionnés dans le Codex de Dresde : tamales d'iguane, tamales de dinde, tamales de cerf et tamales de poisson.

## Variantes régionales
Les tamales existent dans différents pays d'Amérique latine. Dans les pays andins (Pérou, Bolivie, Chili), ils reçoivent le nom de humintas ou humitas. Ils semblent cependant provenir des hauts plateaux mexicains.

### Mexique

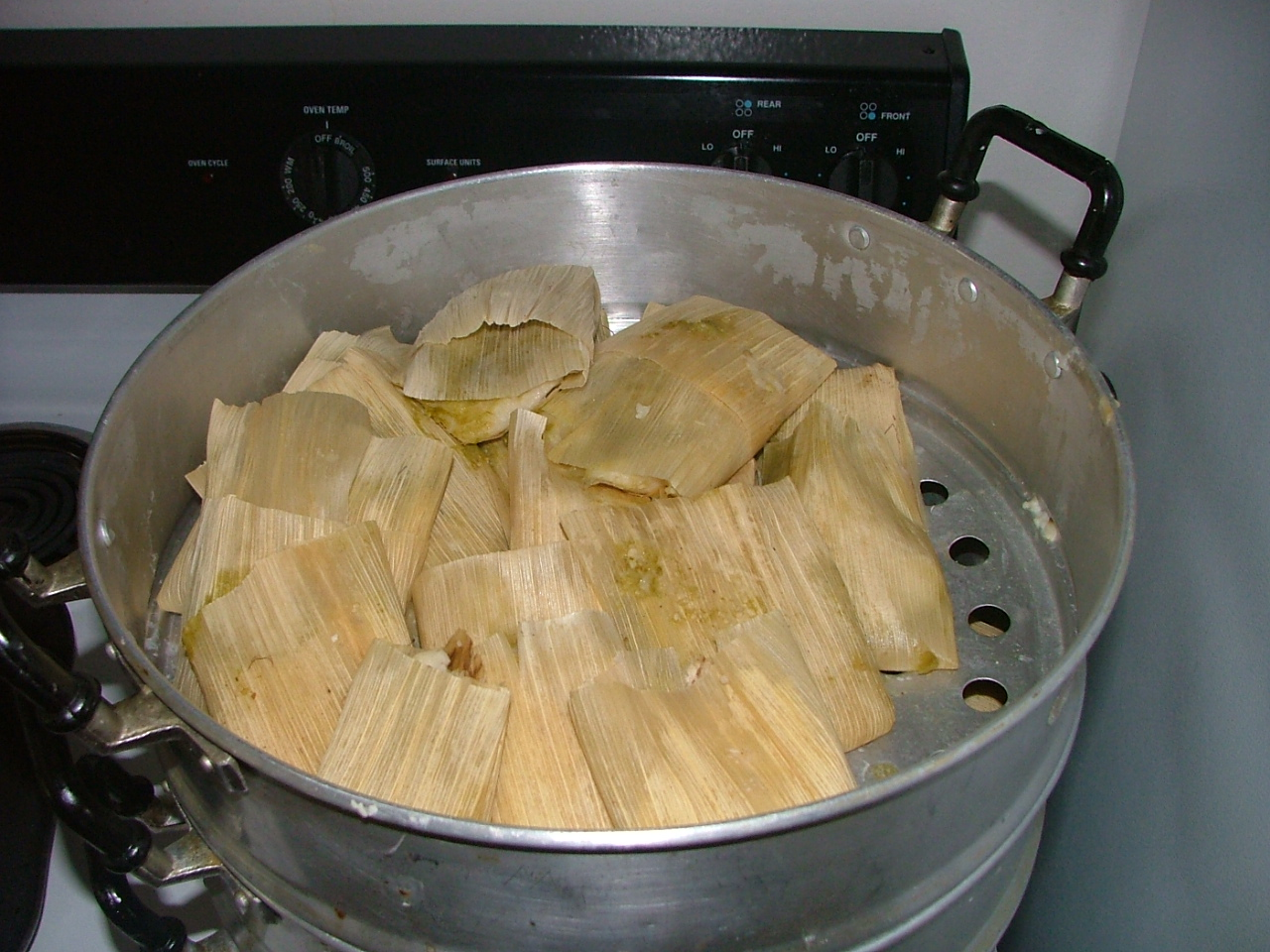
Tamales dans leur bassine de cuisson.

Les tamales avaient une grande importance culturelle et gastronomique à l'époque mexicaine. Fray Bernardino de Sahagún décrit quelques variétés de tamales dans Historia General de las cosas de la Nueva España au XVIe siècle. Lui et d'autres auteurs font référence au tamal non seulement comme un aliment des gens du peuple, mais aussi des nobles et des prêtres lors de cérémonies de jeûne spéciales. Cependant, comme le tamal est un aliment dont la fabrication demandait une quantité importante de travail à l'époque, il est probable que seuls les nobles et les prêtres en consommaient régulièrement et les gens du peuple uniquement lors des fêtes,.
Les preuves archéologiques montrent que le tamale faisait partie de la vie quotidienne de certaines cultures du Mexique à l'époque préhispanique, comme les Olmèques, les Mexicas et les Mayas, et qu'il était utilisé dans les rituels religieux, les offrandes et les tombes,. Dans certaines cérémonies, des tamales spéciaux étaient donnés par les prêtres en remerciement des offrandes des participants.
L'un des rituels les plus importants pour les Aztèques était la fête de l'Atamalcualiztli (« ingestion des tamales d'eau »). Lors de cette fête, qui durait sept jours, une sorte de jeûne avait lieu, où l'on ne mangeait que de simples tamales en pâte, cuits à la vapeur, sans piment, sans sel ou autres épices ou assaisonnements. Cette fête avait lieu tous les huit ans, car on considérait que c'était la vie rituelle du maïs, pendant laquelle il avait été dépouillé avec du sel et de la chaux, travaillé et assaisonné avec du piment. Au cours du rituel, le maïs était libéré, du moins pour ces jours-là, de cette torture,,.

### Autres
Au Venezuela, les tamales s'appellent « hallacas » et sont préparés pour le réveillon de Noël. C'est aussi le cas au Guatemala, où le tamal est, expose un article de Voyageurs du Net, « un plat de fête que l’on mange fréquemment autour de Noël et du Nouvel An, un mets familial, de fin de semaine ou de vacances en raison de la conception longue et de la quantité souvent volumineuse de papillotes préparées (40, 50, 70…) ».
En Colombie, ainsi qu'au Venezuela, les tamales sont considérés comme un plat national. En 2006, le tamal fut sélectionné en vue d'obtenir la place de symbole culturel des Colombiens dans un concours fait par la revue Semana. La variante colombienne se prépare avec une pâte de maïs sec décortiqué ou du riz (dépendant de la région) mélangée avec des légumes et des viandes (porc, bœuf, poulet ou parfois poisson) qu'on enveloppe dans des feuilles de bijao, de rigua ou de chisgua,  plantes utilisées spécialement pour cette préparation.
Il existe de très nombreuses variantes de ce plat en Colombie, les plus connues étant le tamal tolimense, le tamal boyacense et le tamal de la côte caribéenne.
Il existe à Madagascar deux variantes : koba et kobandravina. Ils possèdent un goût sucré, étant confectionnés à partir de farine de riz, de miel, d'arachide et de banane. La pâte est enveloppée dans une feuille de bananier puis cuite à la vapeur.

## Dans la culture populaire
La série documentaire Los Puros criollos, qui explore la culture colombienne, a dédié un épisode complet à ce symbole de la cuisine sud-américaine.
La bande dessinée Le Serpent et la Lance met également en scène un personnage nommé Tamali, en raison de sa gourmandise, et qui est particulièrement friand de la fameuse galette.
Dans le long métrage de Disney Coco, la grand-mère de Miguel prépare une grande quantité de Tamales pour le repas. Le personnage caricature les grands-mères du monde entier qui auraient tendance à trop nourrir leurs petits-enfants.